# Bacúrio I de Gogarena
Bacúrio (em latim: Bacurius; em grego: Βακούριος; romaniz.: Bakoúrios; em georgiano: ბაკურ; romaniz.: Bakur) foi um oficial romano de origem ibera do século IV, ativo durante o reinado dos imperadores Valente (r. 364–378) e Graciano (r. 367–383), Valentiniano II (r. 375–392) e Teodósio I (r. 378–395). Assume-se que seja o filho de Perozes da dinastia mirrânida de Gogarena e que tenha sido empossado como vitaxa de Gogarena.

## Nome
Pácoro (Pacorus; Πάκορος, Πακώρος, Παχορος, Pákoros, Pakṓros, Pachoros), Pacores (Πακορης, Pakorēs), Pácuro (Πάκουρος, Pákouros), Pacúrio (Pacurius; Πακούριος, Pakoúrios) ou Bacúrio (Bacurius; Βακούριος, Bakoúrios) são as formas latina e grega do iraniano médio Pacur (Pakur), derivado do iraniano antigo Baguepur (bag-puhr), "filho de um deus". Foi registrado em armênio (Բակուր) e georgiano (ბაკური) como Bacur (Bakur), em siríaco como Pacor (ܦܩܘܪ, Paqor), em gandari como Pacura (𐨤𐨐𐨂𐨪) e em aramaico como Pacur (𐡐𐡊𐡅𐡓𐡉, pkwry).

## Vida
Bacúrio era membro da dinastia reinante do Reino da Ibéria. É aceito, mas não universalmente, que todos os autores clássicos que citam o indivíduo com esse nome estão a referir-se a mesma pessoa, um "rei" ou "príncipe" ibero que uniu-se às fileiras romanas na segunda metade do século IV. A opinião dos estudiosos se divide entre Bacúrio ser identificado com um dos reis homônimos atestados nos anais georgianos medievais, o que faria dele refugiado nos territórios obtidos pelo Império Romano do Oriente durante as guerras romano-persas que foram travadas no Cáucaso, ou algum nobre aparentado com a linhagem reinante. A versão siríaca da Vida de Pedro, o Ibério menciona certo Bacúrio como avô paterno do santo biografado e alega que foi o primeiro rei cristão dos ibéricos, o que parece uma invenção baseada nessa personagem histórica. Outra provável personagem inventada a partir dessa Bacúrio é o rei homônimo que, segundo Corium, em sua Vida de Mesrobes, auxiliou o clérigo Moisés e Mesrobes Mastósio a conceberem a escrita dos ibéricos. Tanto Bacúrio como Moisés não são conhecidos em outras fontes que tratam do mesmo período e esse suposto rei não se encaixaria na cronologia aceita da realeza ibérica.
Em sua História Eclesiástica, Rufino de Aquileia alegou que Bacúrio foi um homem confiável e rei de seu povo, enquanto Gelásio de Cesareia, cuja obra foi preservada em fragmentos na obra de certo Gelásio de Cízico, apenas informou que descendia da família real (tou basilikou genous). Zósimo, em particular, informa que nasceu de uma família da Armênia (ex Armenias to genos), o que pode ser uma referência à zona fronteiriça bicultural de Gogarena, na qual reinava uma dinastia aparentada com a dinastia reinante do Reino da Ibéria. Cyril Toumanoff propôs que Bacúrio devia ver, na verdade, o filho de Perozes, o primeiro vitaxa de sua dinastia a ser empossado em Gogarena, bem como foi o primeiro de sua família a converter-se ao cristianismo. Caso a sugestão esteja correta, Bacúrio era filho de uma princesa de nome desconhecido, filha do rei da Ibéria Meribanes III (r. 284–361).
Em 378, de acordo com Amiano Marcelino, foi um dos tribunos dos sagitários (em latim: tribunus sagittariorum) do exército do imperador Valente (r. 364–378) na Batalha de Adrianópolis contra os godos de Fritigerno. Depois, serviu como duque da Palestina (dux Palestinae) e conde dos domésticos (comes domesticorum) até 394. Em 391, visitou Antioquia, onde se encontrou com o retórico Libânio, com quem havia se correspondido em 380. Segundo Sócrates Escolástico, lutou na campanha de Teodósio I (r. 378–395) contra Magno Máximo (r. 383–388). Em 394, tornou-se mestre dos soldados e comandou um contingente "bárbaro" na campanha de Teodósio I contra o usurpador Eugênio (r. 392–394) e encontrou sua morte, segundo Zósimo, na batalha do rio Frígido. Stephen Rapp propôs que Bacúrio deve ter sobrevivo a esses eventos e retornou para Gogarena, onde assumiria a posição de vitaxa por volta desse período e reteria a posição até depois de 430, quando seu filho Axuxa I o sucedeu. Todas as fontes contemporâneas são inequívocas em louvar as habilidades militares e coragem de Bacúrio. Rufino, a quem Bacúrio visitou várias vezes no monte das Oliveiras e serviu-o como fonte para seu testemunho a respeito da conversão da Ibéria ao cristianismo, descreve o general como cristão pio, enquanto o retórico Libânio considerou-o pagão e louvou-o como soldado e homem de cultura. As antigas inscrições georgianas de Bir el Qutt mencionam-no.